# Comuna Martînivka, Trosteaneț
Martînivka (în ucraineană Мартинівка) este o comună în raionul Trosteaneț, regiunea Sumî, Ucraina, formată din satele Artemo-Rastivka, Hmeliveț, Martînivka (reședința) și Zolotarivka.

## Demografie
Componența lingvistică a comunei Martînivka
     Ucraineană (98,46%)
     Rusă (1,54%)
Conform recensământului din 2001, majoritatea populației comunei Martînivka era vorbitoare de ucraineană (98,46%), existând în minoritate și vorbitori de rusă (1,54%).